# Лаошань (велокомплекс)

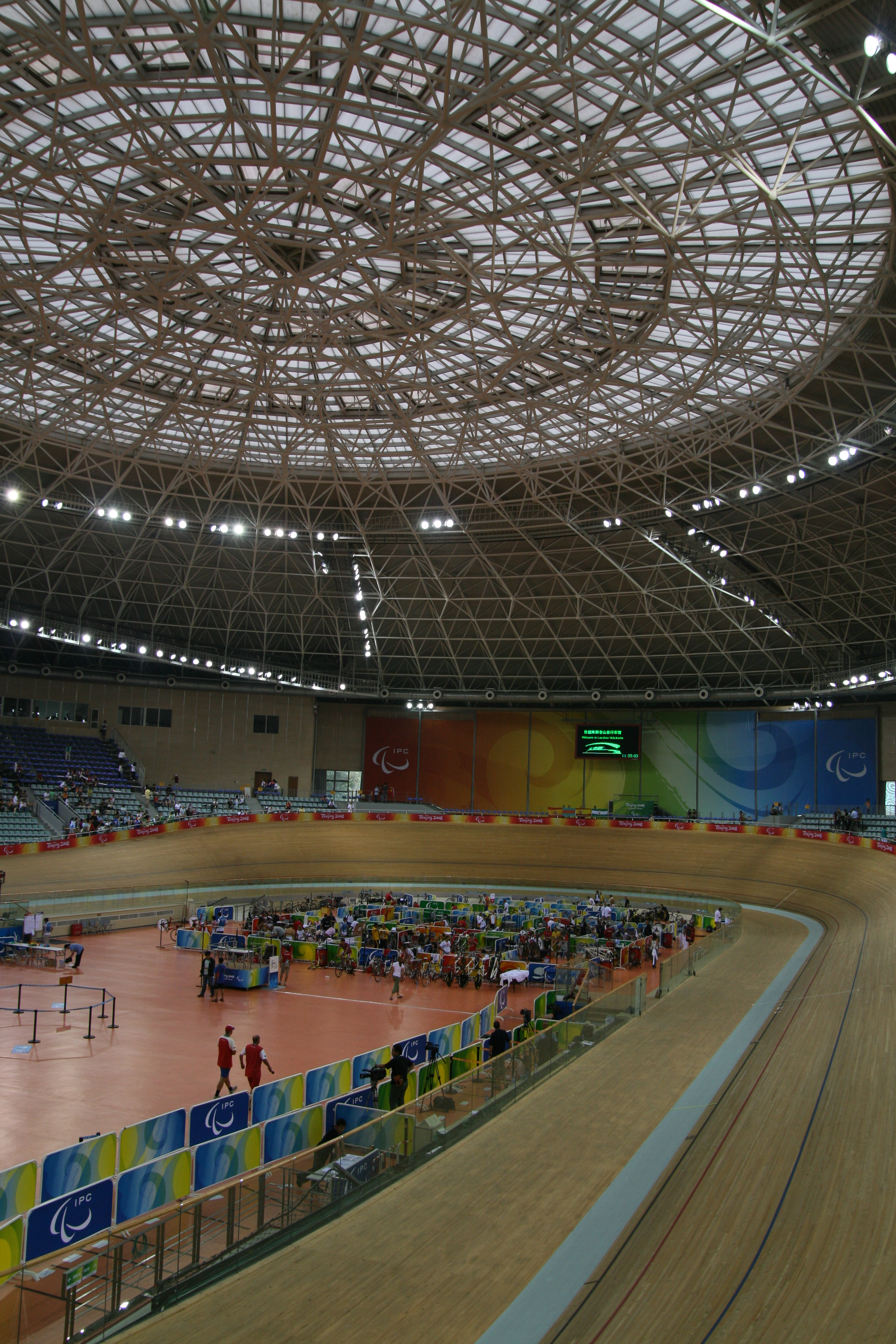

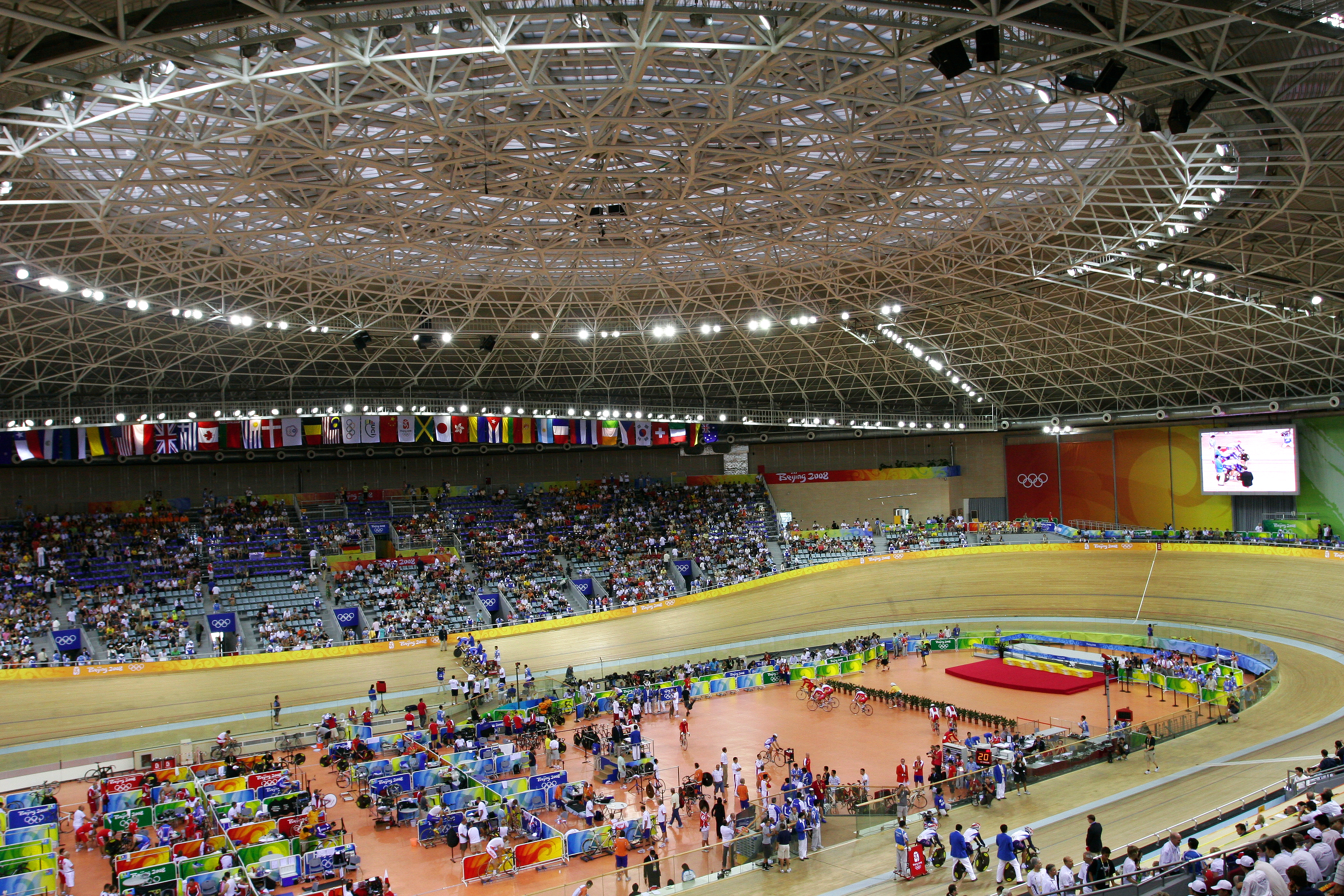
Летние Олимпийские игры 2008

Велокомплекс Лаошань (кит. упр. 老山自行车馆, пиньинь Lǎoshān Zìxíngchēguǎn) — велосипедный спортивный комплекс в Пекине, Китай. Был спроектирован и построен специально к Олимпийским играм в Пекине. Велокомплекс позволяет проводить соревнования по велотреку, маунтинбайку и BMX.

## Велодром Лаошань
Используется для проведения соревнований по велотреку. Вместимость 6000 человек, длина трека 250 метров, общая площадь сооружения 33200 квадратных метров.
Велодром Лаошань был спроектирован Schuermann Architects. Эта компания спроектировала множество других известных велодромов по всему миру.

## Лаошань Вело-Мото Кросс (BMX)
Используется для проведения соревнований по BMX.

## Лаошань Маунтинбайк
Используется для проведения соревнований по маунтинбайку, реконструкция была проведена в 2006 году. Крытое здание площадью 8275 квадратных метров включает соревновательную дорожку длиной 4,6 км. К Олимпийским играм в Пекине было временно сооружено 2000 мест для зрителей.

## Будущее комплекса
После окончания Олимпийских игр основным предназначением Лаошань  стала тренировка китайских спортсменов, а также проведение соревнований международного уровня. Стадион также рассчитан на проведение соревнований по бадминтону, теннису, настольному теннису и даже конному спорту.